# Kesäjoki
Kesäjoki (en carélien : Kešäjoki, en finnois : Kesäjoki, en russe : Летнере́ченский, Letneretchenski) est un village (possiolok) qui fait partie de la municipalité rurale du même nom du raïon de Belomorsk en république de Carélie.

## Géographie
Kesäjoki est située est située à l'embouchure de la rivière Kesäjoki, qui se jette dans la rivière Uikujoki, à 72 kilomètres au sud de Belomorsk.
La municipalité de Kesäjoki a une superficie de 889,5 km2.
Kesäjoki est bordée a l'ouest et au nord par Sosnavitsa du raïon de Belomorsk, à l'est par Suma, au sud par Idel du raïon de Segueja et au sud-ouest par Mustakoski.
La majeure partie du territoire est boisée.

## Démographie
Recensements (*) ou estimations de la population
| 1959  | 1979  | 1989  | 2009  |
| ----- | ----- | ----- | ----- |
| 4 392 | 3 401 | 2 899 | 1 993 |

| 2013  | - | - | - |
| ----- | - | - | - |
| 1 669 | - | - | - |